# Leonid Hurwicz
Leonid Hurwicz (né le 21 août 1917 à Moscou et mort le 24 juin 2008 à Minneapolis) est un économiste américain professeur émérite, colauréat du Prix de la Banque de Suède en récompense de ses travaux pionniers dans le domaine de la théorie de la conception des mécanismes d'incitation.

## Biographie
Leonid naît à Moscou, dans une famille juive-polonaise quelque temps avant la Révolution russe, issue du Royaume du Congrès (la partie de la Pologne sous domination russe) qui avait été forcée à l'émigration par la Première Guerre mondiale. Ses parents rejoignent Varsovie peu après sa naissance. En 1938, Leonid Hurwicz est diplômé en droit de l'université de Varsovie. Passionné par l'économie, il part étudier à la London School of Economics avec Nicholas Kaldor et Friedrich Hayek -- le second aura plus tard le prix dit Nobel d'économie. 1939 le voit à l’Institut des hautes études internationales de Genève, suivre le séminaire de Ludwig von Mises.
L'histoire malmène sa famille quand, en 1939, Hitler envahit la Pologne : ses parents fuient alors avec son frère pour se voir arrêtés et envoyés dans un camp de travail soviétique. Leonid Hurwicz, pour sa part, rejoint le Portugal, puis arrive aux États-Unis en 1940.
En 1944, il épouse Evelyn Jensen (1921-2016) qui avait été sa condisciple à l'Université de Chicago et son assistante par la suite, dans les années 1940. Ils ont quatre enfants, Sarah, Michael, Ruth et Maxim.
À sa nomination, le 19 octobre 2007, souffrant de problèmes de santé l'empêchant de se rendre à Stockholm pour recevoir le prix de la Banque de Suède en sciences économiques en mémoire d'Alfred Nobel, il a assisté à la cérémonie depuis Minneapolis et l'université du Minnesota, son lieu d'enseignement, en compagnie de l'ambassadeur de Suède.

## Carrière
Ses études ayant été mouvementées en raison de la guerre, Hurwicz n'a pas de diplôme d'économie : « tout ce que je sais en économie, je l'ai appris en écoutant et en apprenant. » Ses études, cependant, se déroulent avec les meilleurs : en 1941, il est assistant de recherche de Paul Samuelson au Massachusetts Institute of Technology ; puis il assiste Oskar Lange l'Université de Chicago. La Seconde Guerre mondiale le voit enseigner l'électronique aux soldats-ingénieurs de l'US Army au sein de l'Illinois Institute of Technology.
En 1945-1946, il est boursier du Guggenheim Fellowship.
Il devient professeur d’économie émérite à l’université du Minnesota.

## Distinctions et récompenses
- Il est colauréat en 2007 du Prix de la Banque de Suède (avec Eric Maskin et Roger Myerson).
- Il reçoit en 1990 la National Medal of Science.

## Publications
- The design of mechanisms for resource allocation, L. Hurwicz, 1973, American Economic Review, p. 1-30.
- Bibliographie en ligne, détaillée